# Heterochondria cynoglottidis
Heterochondria cynoglottidis – gatunek widłonoga z rodziny Chondracanthidae. Nazwa naukowa tego gatunku skorupiaków została opublikowana w 1903 roku przez biologów I.C. Thompsona i A. Scotta.